# Juan de la Cerda (1485-1544)
Juan de la Cerda (El Puerto de Santa María, Cádiz, 1485 – Cogolludo, Guadalajara, 20 de enero de 1544), fue el II duque de Medinaceli, conde de El Puerto de Santa María y marqués de Cogolludo.

## Vida
Hijo de Luis de la Cerda (m. 1501), I duque de Medinaceli y conde de El Puerto, y su tercera esposa Catalina Vique de Orejón de El Puerto de Santa María, quien, a su vez, era hija de Garecerán de Vique y Beatriz de Orejón.
Se vio enfrentado desde la muerte de su padre con su tío Íñigo López de Mendoza, señor de Miedes, que lo consideraba bastardo. No obstante, los reyes dieron todo su apoyo a Juan y éste pudo, con apenas dieciséis años, administrar su mayorazgo sin problemas legales. También dirimió el pleito sobre la posesión de Huelva, que por sentencia del rey Fernando el Católico, en 1505, se concedió a la casa de los Guzmanes, a cambio de lo cual el duque recibió diez cuentos de maravedíes.
Durante la conquista de Navarra, participó con ochenta lanzas, y además fue miembro del Consejo Real. En su condado de El Puerto de Santa María fundó el monasterio de la Victoria para la Orden de los Mínimos de San Francisco de Paula, con el objetivo inicial de que luego sirviese como panteón de su casa (aunque esto no resultó así). También asentó otros dos monasterios masculinos de franciscanos observantes (en El Puerto de Santa María y en Medinaceli) y uno femenino para las hermanas clarisas (en Medinaceli).
Falleció el 20 de enero de 1544 en el Palacio de Cogolludo, antes de lo cual pidió que su cuerpo descansase en el monasterio de Santa María de la Huerta.

## Matrimonio y descendencia
El duque casó dos veces. La primera, con Mencía Manuel de Portugal, dama de la reina e hija de Alonso de Porgual, conde de Faro, y su esposa María de Noroña. Con ella tuvo a:
- Luis de la Cerda, que casó con Ana de Mendoza, hija de los duques del Infantado, y murió antes que su padre. Sin sucesión.
- Gastón de la Cerda, que sucedió como III duque de Medinaceli, conde de El Puerto de Santa María y marqués de Cogolludo. Sin sucesión.

La segunda, con María de Silva y Toledo, hija de Juan de Silva y Castañeda, III conde de Cifuentes, y su esposa Catalina de Toledo. Con ella tuvo a:
- Juan de la Cerda, que sucedió a su hermanastro como IV duque de Medinaceli, conde de El Puerto de Santa María etc.
- Fernando de la Cerda, que fue caballero de Alcántara, comendador de Benifayen y Esparragosa de Lares, y gentilhombre de cámara de los reyes Carlos I y Felipe II. Casado con Ana de Thieuloye, dama de la reina Isabel de Valois.
- Doña Luisa de la Cerda (†1596), segunda esposa de Ares Pardo de Saavedra, de la que tuvo a Juan Pardo Tavera, II.º señor de Malagón, Paracuellos y Fernán Caballero (1550 - 1571), quien murió joven y sin descendencia. Luisa era amiga de Santa Teresa, a la que invitó a su palacio para consolar su viudez al morir su esposo en 1561 y con la cual intercambió correspondencia epistolar, sobre todo relativa a la fundación del convento carmelita descalzo de Malagón.[6]